# Oscar Castillo
Oscar Aníbal Castillo (San Fernando del Valle de Catamarca, 18 de enero de 1954) es un abogado y dirigente político argentino, ex Senador de la Nación por la provincia de Catamarca por Juntos por el Cambio, previamente por el Frente Cívico y Social de Catamarca, fuerza política que gobernó Catamarca entre 1991 y 2011. Fue, además, entre otros cargos públicos que desempeñó, diputado provincial, diputado nacional y Gobernador de Catamarca. En el ámbito partidario alcanzó puestos de relevancia en los órganos de conducción provincial y nacional de la Unión Cívica Radical (UCR).

## Biografía
Su actividad política comenzó en Santa Fe, en 1981, es nombrado presidente de la Juventud Radical (JR) de Catamarca, convencional nacional de la Unión Cívica Radical, Secretario General de la Municipalidad de la Capital de Catamarca, Delegado del Programa Alimentario Nacional, Secretario General de la Unión Cívica Radical de Catamarca.
En 1985 es elegido legislador provincial por la Alianza Unión Cívica Radical-Movimiento Popular Catamarqueño, y en 1989 se muda al Congreso Nacional, como diputado nacional en dos mandatos consecutivos, el primero desde 1989 hasta 1993 y desde 1993 hasta 1997.
Después de haber sido delegado al Comité Nacional de la Unión Cívica Radical, fue presidente del Comité Provincial de la Unión Cívica Radical de Catamarca. Elegido Gobernador de la Provincia de Catamarca (1999–2003), y luego senador nacional.
Es considerado uno de los principales referentes del radicalismo catamarqueño y del  Frente Cívico y Social partido con el cual llegó al gobierno en 1991. En 2015 sería uno de los puntales en el armado de FCyS-Cambiemos en Catamarca.
Nació el 18 de enero de 1954 en San Fernando del Valle de Catamarca (Argentina). Cursó sus estudios en la Universidad Nacional del Litoral (Santa Fe), donde se recibió de abogado en 1981.{{cr¤} Casado con Silvia Brocal, tiene dos hijos. En 1999 es elegido Gobernador de la Provincia de Catamarca para suceder a su padre Arnoldo, dicha elección se vería empañada cuando el PJ convoca a una conferencia de prensa en las cuales se hicieron declaraciones sobre la posibilidad de que se cometiera un fraude electoral y denunció que el gobierno provincial radical pensaba encarcelar a los fiscales de mesa opositores. En 2003, año que es elegido Senador. Durante la campaña Castillo no puede quitarse el sayo de ser cómplice de una política nepotista, ya que aspira a continuar con la dinastía familiar que inició su padre Arnoldo. También hubo acusaciones de fraude y compra de votos, y controversia sobre la controvertida inscripción de catamarqueños a los programas “Trabajar”, el candidato del FCyS también admitió la entrega de los mismos pero la justificó señalando que “lo estamos haciendo porque hay un gran problema de desocupación. Este programa, en Catamarca, se maneja por convenio de empresas privadas y no para pagarles a militantes a fin de conseguir sus votos para el domingo”. También se denuncio Castillo «manipuló» el proceso eleccionario en forma fraudulenta para impedir la participación del Frente Justicialista  al imposibilitar la participación de los candidatos del PJ
En 2004 fue denunciado por  "mal desempeño de funciones" y "malversación de fondos" de las regalías mineras depositadas por las empresas en el Fondo de Fomento Minero entre 1997 y 2002,  paralelamente había  investigaciones judiciales por las compras directas millonarias realizadas bajo su mandato por su ex subsecretaría de Acción Social. Paralelamente diputados provinciales denunciaron penalmente hoy al senador nacional y exgobernador de Catamarca, Oscar Castillo, por la supuesta comisión de delitos de enriquecimiento ilícito y omisión maliciosa de bienes en su declaración jurada. Semanas después fue imputado en una causa paralela por enriquecimiento ilícito También se lo imputo por desvío de fondos públicos a empresas de su propiedad. En 2007 el titular del Canal 5 de Catamarca, Aldo Barros, denunció  que fue amenazado por el Gobierno provincial luego de difundir un video que compromete al senador radical  Oscar Castillo y al gobernador radical Eduardo Brizuela del Moral donde compraban votos. La cinta muestra cómo ambos dirigentes entregan dinero a una persona durante la caravana del cierre de campaña electoral del Frente Cívico y Social.

## Actividad Partidaria
Fue Presidente de la Juventud Radical de Catamarca, desde 1981 hasta 1983. Convención Nacional de la Unión Cívica Radical entre 1983 y 1987.Secretario General de la Municipalidad de la Ciudad de Catamarca, entre 1983 y 1984. Delegado del Programa Alimentario Nacional (1984/85). En los inicios de la presidencia de la Nación de Raúl Ricardo Alfonsín Oscar Castillo es nombrado Delegado del Programa Alimentario Nacional (P.A.N) que llevó adelante en 1984 y 1985. El padrón con que se construyó el PAN resultó ineficientemente realizado; la información adicional que aportaban los municipios resultó sospechada de haber sido conformada con criterios políticos partidistas. El operativo constó de dos mil personas, que se proponían llevar alimentos a cuatro millones de beneficiarios. Durante 1985 se suscitaron denuncias en torno del manejo del programa. El desarrollo de la campaña electoral aumentó las tensiones En Tucumán y Catamarca se denunció la repartija de cajas PAN a cambio de votos radicales antes de la elección legislativa de 1985.
Entre 1985 y 1987 fue Secretario General de la Unión Cívica Radical de Catamarca. En 1985 es elegido legislador provincial y en 1989 como diputado de la Nación Argentina en dos mandatos consecutivos, desde hasta 1997.
Fue elegido entre 1990 y 1996 delegado al Comité Nacional de la Unión Cívica Radical. Además fue el presidente del Comité Provincial UCR Catamarca (1998-2001).Presidente de la Juventud Radical de Catamarca, por el período 1981-1983.

Ya como senador sería imputado supuesta comisión de delitos de enriquecimiento ilícito y omisión maliciosa de bienes en su declaración jurada.